# بخش‌های دپارتمان مانش
بخش‌های دپارتمان مانش (انگلیسی: Arrondissements of the Manche department) شامل ۴ بخش به شرح زیر است:
1. بخش اورانش با ۱۳۶ کمون (فرانسه) و جمعیت ۱۲۳ هزار نفر در سال ۲۰۱۳ می‌باشد.
2. بخش شربور با ۱۵۱ کمون (فرانسه) و جمعیت ۱۹۰ هزار نفر در سال ۲۰۱۳ می‌باشد.
3. بخش کوتانس با ۹۷ کمون (فرانسه) و جمعیت ۸۴ هزار نفر در سال ۲۰۱۳ می‌باشد.
4. بخش سن-لو با ۹۳ کمون (فرانسه) و جمعیت ۱۰۱ هزار نفر در سال ۲۰۱۳ می‌باشد.